# Kristina Lilley
Kristina Lilley (Nueva York, 31 de agosto de 1963) es una actriz estadounidense nacionalizada colombiana más conocida por interpretar a Gabriela de Elizondo en la telenovela Pasión de gavilanes y a la malvada Edelmira Carranza Vda. de Guerrero en La tormenta, además por su papel antagónico en el que interpreta a Malvina en la telenovela Chepe Fortuna.

## Biografía
Hija de padre estadounidense y madre noruega. A los 3 años se mudó a Colombia, e identificándose posteriormente con la cultura colombiana. 
Se licenció como bióloga de la Universidad Javeriana y cuenta con más de 30 años de experiencia en la actuación.
En 2015 fue la antagonista de la telenovela ¿Quién mató a Patricia Soler?, nueva versión de La madrastra junto a Itatí Cantoral y Miguel de Miguel. 
En 2016 participó en la telenovela La ley del corazón interpretando a María Eugenia Domínguez.
En 2017 participó en la telenovela de la Venganza y El Comandante de RCN Televisión. 
En 2018 participó en La mama del 10 interpretando a Eugenia producción de Caracol Televisión. 
En 2019 participó en la series El Barón, El general Naranjo y Mas allá de tiempo.
En 2020 participó en La venganza de Analia producción de Caracol Televisión. 
En 2021 participó en Enfermeras interpretando a Sofia de Mackenzie.

## Filmografía

### Televisión
| Año             | Título                                | Personaje                                               | Canal                          |
| --------------- | ------------------------------------- | ------------------------------------------------------- | ------------------------------ |
| 1976            | Amigas                                |                                                         |                                |
| 1976-1978       | The Wilson Family                     |                                                         | Inravisión                     |
| 1988            | Jeremias mujeres mias                 |                                                         |                                |
| 1989            | Azúcar                                | Alejandrina Vallecilla                                  | Cadena Dos                     |
| 1990            | Laura por favor                       | (Mamá de Laura)                                         | Cadena Dos                     |
| 1991            | La casa de las dos palmas             | Matilde Herreros.                                       | Cadena Dos                     |
| 1992            | Sangre de lobos                       | Carolina Millán                                         | Canal A                        |
| 1993            | Señora Isabel                         | Rosario Domínguez                                       | Cadena Uno                     |
| 1993            | Pasiones secretas                     | Delfina Fonseca de Estévez                              | Cadena Uno                     |
| 1994            | Almas de Piedra                       | Laura de Guzmán                                         | Cadena Uno                     |
| 1994            | Amanda, tortas y suspiros             | Leticia Córdoba                                         | Cadena Uno                     |
| 1995            | La otra mitad del sol                 | Soledad                                                 | Canal A                        |
| 1995            | El manantial                          | María Julia Arciniegas                                  | Canal A                        |
| 1996            | Copas amargas                         | Marcela Londoño                                         | Canal A                        |
| 1996            | Las ejecutivas                        | Mónica Uribe                                            | Caracol Televisión             |
| 1997            | Dios se lo pague                      | Ofelia Spencer de Richardson                            | Caracol Televisión             |
| 1998            | La dama del pantano                   | Katia                                                   | Caracol Televisión             |
| 2003-2004, 2022 | Pasión de gavilanes                   | Gabriela Acevedo Viuda de Elizondo / Escandón           | Telemundo / Caracol Televisión |
| 2004-2005       | La mujer en el espejo                 | Regina Soler                                            | Telemundo                      |
| 2005            | La Guerra de los Sexos                | Participante                                            | Venevision                     |
| 2005-2006       | La tormenta                           | Edelmira Carranza de Guerrero                           | Telemundo                      |
| 2005-2007       | Decisiones                            | Linda / Gineth                                          | Telemundo                      |
| 2006            | Alma pirata                           | Miriam                                                  | Telefe                         |
| 2007            | Dame chocolate                        | Grace Remington                                         | Telemundo                      |
| 2009            | El penúltimo beso                     | Victoria                                                | Canal RCN                      |
| 2010            | Chepe Fortuna                         | Malvina Samper Viuda de Cabrales                        | Canal RCN                      |
| 2010            | Decisiones extremas                   | Ep: A imagen y semejanza                                | Telemundo                      |
| 2011            | La traicionera                        | Ana María "Annie" de Sanint                             | Canal RCN                      |
| 2011-2015       | Mujeres al límite                     | Eugenia / Lina / Patricia Salgado                       | Caracol Televisión             |
| 2012            | Mujeres asesinas                      | Nina, La Desconfiada.                                   | Canal RCN                      |
| 2013-2015       | Cumbia Ninja                          | Aurelia, ama de llaves                                  | Fox Channel                    |
| 2014            | La viuda negra                        |                                                         | UniMas                         |
| 2015            | ¿Quién mató a Patricia Soler?         | Alba Sinisterra                                         | Mundo Fox                      |
| 2015            | Esmeraldas                            | Esmeralda Ortega (mayor)                                | Caracol Televisión             |
| 2015            | Celia                                 | Jueza                                                   | Telemundo                      |
| 2015            | Dulce amor                            | Elena Vargas Vda. de Toledo / Elena Vargas de Fernández | Caracol Televisión             |
| 2015            | La pelu                               | Pato                                                    | Citytv                         |
| 2016-2019       | La ley del corazón                    | María Eugenia Domínguez                                 | Canal RCN                      |
| 2017            | Venganza                              | Rosaura Castillo                                        | Canal RCN                      |
| 2017            | El Comandante                         | Megan Bradley                                           | Canal RCN                      |
| 2017            | Polvo carnavalero                     | Ester 'Estersita'                                       | Caracol Televisión             |
| 2017            | Infieles                              |                                                         | Canal 1                        |
| 2018            | La mamá del 10                        | Eugenia                                                 | Caracol Televisión             |
| 2019            | El Baron                              | Ana Farley                                              | Telemundo                      |
| 2019            | Más allá del tiempo                   | Benedikta Zur Nieden de Echavarría                      | Teleantioquia                  |
| 2019-2020       | El general Naranjo                    | Marina de Luque                                         | Fox Premium                    |
| 2020            | La Nocturna 2                         | Julia Vda. de Velandia                                  | Caracol Televisión             |
| 2020            | Decisiones: Unos ganan, otros pierden | Nicole                                                  | Telemundo                      |
| 2020            | La venganza de Analía                 | Andrea Correa / Susana Guerrero                         | Caracol Televisión             |
| 2021            | Enfermeras                            | Sofia de Mackenzie                                      | Canal RCN                      |
| 2021            | Lala's Spa                            | Lucía Ponce de León (Actuación especial)                | Canal RCN                      |
| 2021            | Natalia. crimen y castigo             | Julia                                                   | Canal Trece                    |

## Cine
| Año  | Título               | Personaje          |
| ---- | -------------------- | ------------------ |
| 2004 | Rosario Tijeras      | Mamá de Emilio     |
| 2007 | Amores ilícitos      |                    |
| 2009 | The Whole Truth      | Detective Winslow. |
| 2010 | Plata o plomo        | Beatriz            |
| 2012 | El paseo 2           | Isabel             |
| 2016 | CINCO                |                    |
| 2017 | Órbita 9             | Katherine          |
| 2017 | The Belko Experiment | Sarah Mariana      |
| 2017 | Regreso a casa       | Barbara Clarke     |
| 2018 | ¿Cómo te llamas?     | Celia              |
| 2019 | Perseguidas          | Francisca Suárez   |

## Premios y nominaciones

### Premios TVyNovelas
| Año  | Categoría                             | Telenovela          | Resultado |
| ---- | ------------------------------------- | ------------------- | --------- |
| 2016 | Mejor actriz antagónica de telenovela | Dulce amor          | Nominada  |
| 2011 | Mejor actriz antagónica de telenovela | Chepe Fortuna       | Ganadora  |
| 2004 | Mejor actriz antagónica               | Pasión de gavilanes | Nominada  |
| 1997 | Mejor Actriz Protagónica De Serie     | Copas amargas       | Nominada  |
| 1994 | Mejor Actriz De Reparto Del Año       | Pasiones secretas   | Nominada  |
| 1992 | Mejor Actriz Revelación Del Año       | Azúcar              | Ganadora  |

### Premios India Catalina
| Año  | Categoría               | Telenovela                | Resultado |
| ---- | ----------------------- | ------------------------- | --------- |
| 1997 | Mejor actriz principal  | Copas amargas             | Ganadora  |
| 1996 | Mejor actriz de reparto | La otra mitad del sol     | Nominada  |
| 1994 | Mejor actriz de reparto | Pasiones secretas         | Nominada  |
| 1991 | Mejor actriz de reparto | La casa de las dos palmas | Nominada  |

### Otros premios
ACPE
- Mejor Actriz por Copas amargas

PLACA DEL PROGARAMA SWEET
- Mejor Actriz de Reparto por Pasión de gavilanes

ORQUÍDEA USA
- Mejor Actriz Coprotagónica por La mujer en el espejo